# Hemitriecphora
Hemitriecphora is een geslacht van halfvleugeligen uit de familie schuimcicaden (Cercopidae). De wetenschappelijke naam van dit geslacht is voor het eerst geldig gepubliceerd in 1949 door Lallemand.

## Soorten
Het geslacht Hemitriecphora omvat de volgende soorten:
- Hemitriecphora bergeri Lallemand, 1949
- Hemitriecphora brazzai Lallemand, 1949
- Hemitriecphora brunnea (Lallemand, 1920)
- Hemitriecphora desaegheri (Lallemand, 1920)
- Hemitriecphora dubosqui (Lallemand, 1920)
- Hemitriecphora graueri (Jacobi, 1912)
- Hemitriecphora haglundi (Schouteden, 1901)
- Hemitriecphora strongii (Hope, 1837)
- Hemitriecphora variabilis (Distant, 1908)
- Hemitriecphora wellmani (Lallemand, 1910)
- Hemitriecphora xanthospila (Stål, 1866)